# Anne Rabbitte
Anne Rabbitte, née le 11 octobre 1973 à Portumna, est une femme politique irlandaise, membre du Fianna Fáil (FF).
De 2020 à 2025, elle est secrétaire d'État au Handicap.
Elle est Teachta Dála (députée) pour la circonscription de Galway East de 2016 à 2024, puis est nommée sénatrice par le Premier ministre Micheál Martin en 2025.

## Biographie
Elle est membre du conseil du comté de Galway de 2014 pour la zone électorale locale de Loughrea jusqu'à son élection au Dáil en 2016. En mai 2016, elle est nommée au Fianna Fáil Front Bench, en tant que porte-parole pour les affaires de l'enfance et de la jeunesse.
En avril 2019, Rabbitte critique le projet de fouiller le site de l'ancien Bon Secours Mother and Baby Home à Tuam, le décrivant comme "un gaspillage délibéré d'argent public", et se demandé si l'intention est de déterrer chaque cillín (cimetière pour enfants mort-nés et non baptisés) en Irlande.
En mai 2019, Rabbitte est candidate pour l'élection du Parlement européen dans les Midlands-Nord-Ouest, mais sans succès.
Rabbitte est réélue à Galway East lors des élections générales de février 2020. À la suite de la formation d'un nouveau gouvernement composé du Fianna Fáil, du Fine Gael et du Parti vert, Rabbitte est nommé ministre d'État le 1er juillet 2020,,. Elle est nommée ministre d'État au ministère de l'Enfance, de l'Égalité, du Handicap, de l'Intégration et de la Jeunesse et ministre d'État au ministère de la Santé avec la responsabilité de ministre d'État au Handicap,.